# كاستلفريو دي لا سييرا
كاستلفريو دي لا سييرا هي بلدية تقع في مقاطعة سوريا، في منطقة قشتالة وليون، في إسبانيا. يبلغ عدد سكانها 29 نسمة وذلك حسب (المعهد الوطني للإحصاء) سنة 2017. تبلغ مساحتها 12,16 كم مربع، وترتفع عن سطح البحر 1,204 متر.

## تطور السكان
في تعداد عام 2010 بلغ عدد سكان البلدية 37 نسمة، منهم 21 رجلا و16 امرأة. 